# Professor Tribini

Professor Tribini (Büste von Troels Lybecker, im Außenbereich von Bakken, an der Stelle, wo „Professor Tribini“ früher sein Varietézelt hatte; Kopenhagen, 2008)

Christian Jørgen „Tribini“ Nielsen (* 25. August 1915 in Kopenhagen-Vesterbro; † 13. November 1973 in Kopenhagen) war ein dänischer Unterhaltungskünstler und Zauberer. Nielsen trat 36 Jahre als Schausteller im Freizeitpark Dyrehavsbakken (kurz: Bakken) am Stadtrand von Kopenhagen auf. Fast 30 Jahre führte er dabei den Künstlernamen „Professor Tribini“ und von 1948 bis 1971 leitete er sein eigenes Zelt-Varieté; daneben wirkte er als Schauspieler in mehreren dänischen Filmen mit.
Durch seine Begabungen als Schausteller, seine Eloquenz und auch seine Fähigkeiten, die Medien für Werbungszwecke einzusetzen, war Professor Tribini in den 1950er und 1960er Jahren prägend für Bakken und eine Berühmtheit in ganz Dänemark, was ihm den Beinamen „gøglernes konge“ (dt. König der Gaukler) einbrachte.

## Jugend und frühe Erfahrungen
Christian Jørgen Nielsen wurde als Sohn des Spediteurs Orla Nielsen und seiner Frau Petra Jørgensine (geb. Pedersen) in Vesterbro geboren. Im Alter von zehn Jahren verlor er seine Eltern und wurde von zwei Tanten aufgenommen. Als 14-jähriger Autodidakt begann er 1929 eine Karriere als Gaukler und Unterhaltungskünstler, indem er zusammen mit Arne Berdino Olsen als Zauberkünstler und Straßensänger über Land zog und auf Märkten auftrat.

## Karriere in Bakken (1935–1971)

### Anfänge
Nachdem Nielsen verschiedenen Beschäftigungen nachgegangen war – unter anderem hatte er kurz eine Lehrstelle als Schiffsbauer und war als Chauffeur für Thorvald Stauning tätig – arbeitete er ab 1935 im Kopenhagener Freizeitpark Bakken als Ausrufer und Werber, trat als „magischer Clown Frisco“ im Varieté Alhambra und im Scala Varieté der Gebrüder Stefansen auf und war eine Saison lang als Sprechstallmeister im Circus Klampenborg beschäftigt. Während der Saison 1940 hatte Nielsen ein kurzes Gastspiel als Clown und Zauberer im Circus Royal, kehrte aber 1941 wieder nach Bakken zurück.
1935 lernte Nielsen die vier Jahre ältere Sofie Gudrun Jensen kennen, die in einem Restaurationsbetrieb in Bakken als Smørrebrødsjomfru arbeitete. Das Paar heiratete am 8. Februar 1936 in Kopenhagen und bekam zwei Kinder, Jørgen (1943–1998) und Aase (* 1946), die beide bereits im Kindesalter im Varieté ihres Vaters auftraten.

### „Professor Tribini“
Die Idee zum Künstlernamen „Tribini“ hatte Nielsen vom Mädchennamen „Tribin“ einer Tante, an den er wegen des Klanges noch ein „i“ anhing. Nachdem das Ehepaar Nielsen bereits seit 1936 als die „2 Tribini's“ aufgetreten und dabei erfolgreich war, wurde Nielsen 1943 Manager und Hauptdarsteller im Varieté Alhambra, wo er für einen größeren Künstlerkader verantwortlich war. Niels Christian Frode-Jensen (1887–1957), der damalige Besitzer des Alhambra und Vorsitzender der Bakkens Teltholderforening, erklärte Nielsen im selben Jahr zum offiziellen Nachfolger des dänischen Jahrmarktgauklers Professor Labri (1863–1935). Professor Tribini gab seinen Bühnennamen auch gelegentlich mit „Professor phil. Tribini“ an, wobei er phil. als Abkürzung für das dänische philur (dt. Spaßmacher) verstanden wissen wollte.
Ab 1948 erhielt Professor Tribini eine Lizenz für ein eigenes Schaustellerzelt in Bakken und leitete dort sein New Scala Varieté; der Name wechselte später zu Professor Tribinis Show. Außerhalb der Bakken-Saison tourte Professor Tribini durch ganz Dänemark und trat auf Stadtfesten, Märkten und anderen Veranstaltungen als Humorist mit Magie und Marionettentheater auf. In der Weihnachtszeit organisierte er – meist im Auftrag von dänischen Gewerkschaften – ganze Weihnachtsfeiern mit Auftritt als Weihnachtsmann und Unterhaltungsshow nach der Bescherung.
Ende der 1950er Jahre, als Professor Tribini auch durch seine Filmauftritte landesweit bekannt geworden war, erhielt er von amtlicher Stelle einen Brief, der es ihm untersagte, den Namen „Tribini“ in offizieller Weise zu verwenden. Da es keinen amtlichen Ausweg aus dieser Situation gab, wandte sich Professor Tribini mit einer schriftlichen Bitte an König Frederik IX., der in einem Brief vom 23. März 1959 diesem Ansuchen stattgab und das amtliche Verbot aufhob, sodass Nielsen ab diesem Datum offiziell den Namen Tribini führen konnte.
Während es Mitte der 1950er Jahre in Bakken noch sieben weitere Varietés neben der Professor Tribinis Show gab, nahm gegen Ende der 1960er Jahre das Interesse an dieser Art der Unterhaltung immer mehr ab. 1971 wogen die Einnahmen die Ausgaben der Show gerade auf und es wurde Professor Tribinis letzte Saison. Mit dem Ende seiner Show hatte auch die Ära der Zelt-Varietés in Bakken ihr Ende und an ihre Stelle traten Spielhallen und Fahrgeschäfte.

#### Persönliche Erscheinung und Unterhaltungsstil
Professor Tribini war eine sehr eindrucksvolle Persönlichkeit mit Schnurrbart und kräftigem Kinn. Während seiner Auftritte trug er stets Zylinder und einen Frack, der mit Fantasie-Orden dekoriert war, sowie Krawatten mit farbigen Motiven und eine großgliedrige Uhrkette oder Münzkette aus Silberdollars. Dazu verwendete er auf der Bühne den verzierten Stock, den er als Zeichen der Nachfolge Professor Labris erhalten hatte.
Neben seinem Können als Illusionist – eine seiner Spezialitäten waren die „Magischen Ringe“ – war er besonders für seine schnelle und nicht enden wollende Sprechweise und seine wortspielerische Redegewandtheit („Wortakrobatik“) bekannt, die er als Ausrufer vor seinem Schaustellerzeit mit kräftiger Stimme einsetzte, um das Publikum während der sogenannten „Parade“ neugierig zu machen: Bei der Parade stellte Professor Tribini auf der Bühne alle Akteure seiner Show einzeln vor und pries ihre sensationellen und übermenschlichen Fähigkeiten. Seine Aussagen unterstrich er mit lebhaftem Mienenspiel, großer Gestik und viel Humor, der von harmlosen Albernheiten über unübersetzbare, nur im Dänischen verständliche Wortspiele bis ins Absurde und Surreale reichte.
In Professor Tribinis Varieté war die ganze Familie und die Hunde der Familie involviert. Seine Tochter Aase trat bereits im Alter von dreieinhalb Jahren als „Dänemarks jüngster Schlangenmensch“ auf, ab 12 Jahren hatte sie ihren eigenen Auftritt als Zauberin, und ihre Premiere als Zersägte Jungfrau erfolgte im Alter von 13 Jahren, als die Assistentin von Professor Tribini wegen Krankheit plötzlich ausfiel; darüber hinaus war sie Marionettenspielerin und Akrobatin. Jørgen zeigte als 6-Jähriger bereits Zaubertricks auf der Bühne. Wegen der dänischen Auflagen zur Kinderarbeit benötigte Professor Tribini eine besondere Erlaubnis des Justizministeriums, damit seine Kinder auf der Bühne stehen durften; dieses musste unter strikter Aufsicht der Eltern erfolgen und nur eine ganz bestimmte Anzahl von Stunden pro Tag.
Neben dänischen Künstlern – der Clown Erico Lund, ein langjähriger Freund, hatte acht Jahre lang Engagements in Tribinis Varieté; auch der Weißclown Søren Arli (1935–2011), der spätere Begründer des heute noch bestehenden Familienbetriebes Circus Arli trat mehrere Saisons dort auf – beschäftigte Professor Tribini saisonweise auch internationale Schausteller, die er auf Reisen mit seiner Familie aussuchte. Anfang 1952 reiste Tribini mit seiner Familie in das noch zerbombte Hamburg, um dort den deutschen Schwertschlucker Tabu (Peter Rohs) und dessen Assistentin Tamara (Käthe Schultz) zu treffen. Während der Bakken-Saison 1952 waren Tabu & Tamara eine Hauptattraktion in Tribinis Show und ihre Auftritte erregten in den lokalen Zeitungen besonderes Aufsehen durch Tribinis Idee, als Beleg für die Echtheit im Sankt-Joseph-Hospital in Kopenhagen eine Röntgenaufnahme von Tabu mit geschlucktem Schwert machen zu lassen; während der Parade demonstrierte Professor Tribini dem staunenden Publikum diese Aufnahme.

#### Ferienfeste
Ab 1962 organisierte Professor Tribini in den Sommerferien jeden Mittwoch Aktivitäten – die Bakkens feriefester – in der Bakken-Freiluftbühne. Jede dieser Veranstaltungen hatte ein anderes Hauptthema und dazu lud er dänische Schauspieler, Politiker und andere in der Öffentlichkeit bekannte Persönlichkeiten als thematisch passende Gaststars ein. Die Ferienfeste in Bakken waren ein solcher Erfolg, dass der konkurrierende Vergnügungspark Tivoli in Kopenhagen seine eigenen Ferienfeste von Mittwoch auf Dienstag vorverlegte.

#### Kongress der Weihnachtsmänner

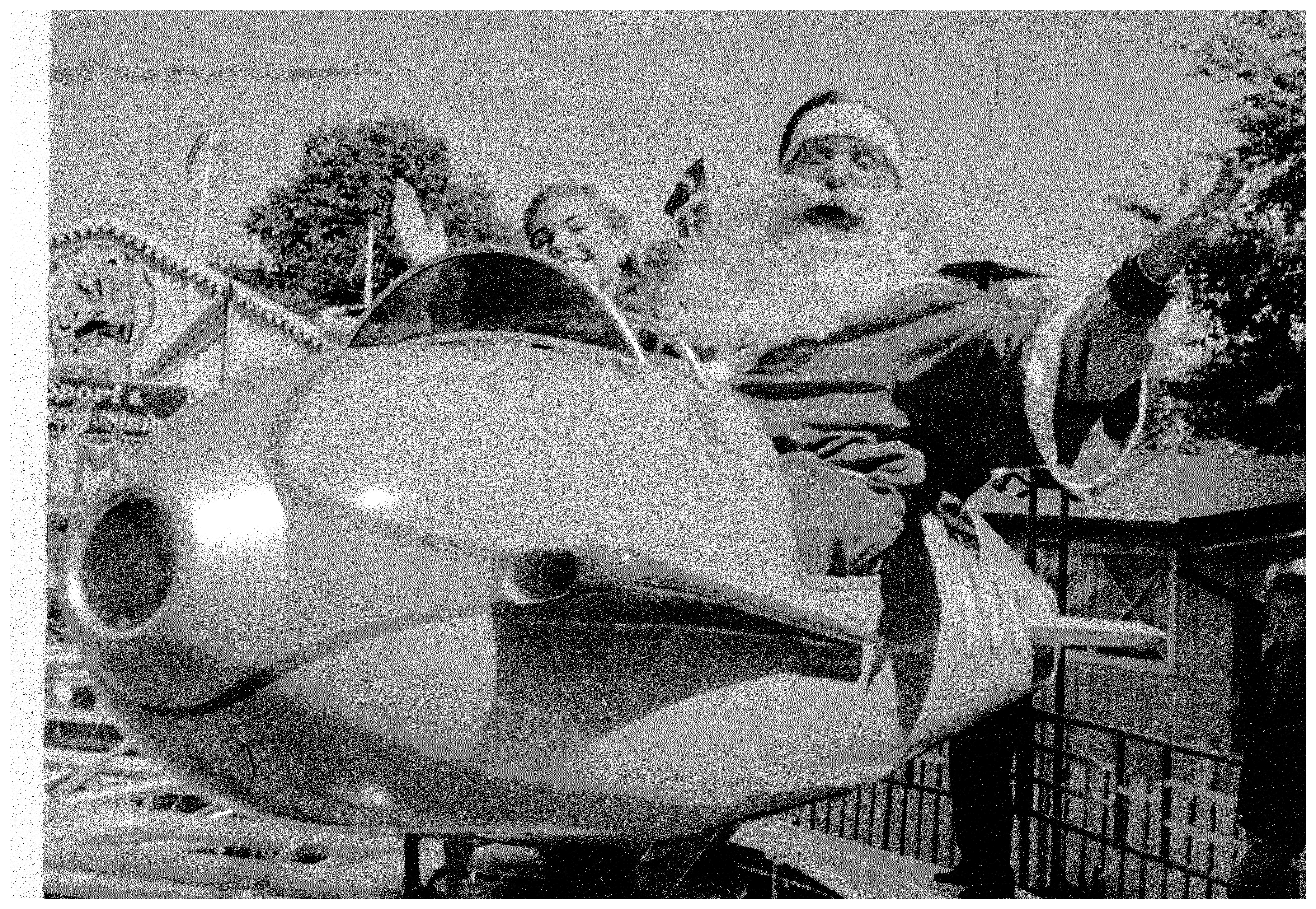
Professor Tribini bei einem der ersten Julemændenes verdenskongres

1957 veranstaltete Professor Tribini den weltweit ersten Weihnachtsmann-Kongress (Julemændenes verdenskongres; später Professor Tribinis Juleshow) – im Sommer. Dazu lud er landesweit Weihnachtsmann-Darsteller mit schaustellerischen Fähigkeiten ein. Obwohl seine Frau Gudrun dieser Idee mit Sorge entgegen sah, wurde der Kongress, bei dem die Teilnehmer in rot-weißen Kostümen auftraten – zufälligerweise auch die Farben der dänischen Flagge – ein großer Erfolg und fand weltweit ein mediales Echo.
Zum 50-jährigen Jubiläum der Einführung dieses jährlich wiederholten „Kongresses“ wurde dieses Ereignis in Bakken vom 22. – 24. Juli 2007 mit einer besonderen und international besetzten Veranstaltung gewürdigt, bei der auch historische Aufnahmen des ersten Kongresses gezeigt wurden.

#### Sponsoring
Eine frühe Routine von Professor Tribini war, dass er bei seinem Auftritt das Publikum zuerst mit einem elektrischen Rasierapparat in der Hand ansprach, dann verdutzt innehielt und mit den Worten „Oh nein, das ist ja mein Philishave! Hier brauche ich doch mein Mikro!“, zum Mikrofon griff. Dies war einem Mitarbeiter der Philips-Fabrik in Kopenhagen aufgefallen und bei der Feier zu seinem 40. Geburtstag 1955 überraschte ihn eine Philips-Delegation werbewirksam mit einem großen Fernsehgerät.

Bei den in Bakken ab 1962 organisierten Festen in den Sommerferien war auch die Beteiligung des Publikums erwünscht. Als Anerkennung erhielten Teilnehmer kleine Präsente, die Professor Tribini von größeren Firmen im Raum Kopenhagen erhielt, die sich der Reklamewirkung bei diesen Großveranstaltungen mit mehreren Tausend Zuschauern bewusst waren.

## Auftritte außerhalb von Bakken

### Wohltätigkeitsveranstaltungen
Während der Polio-Epidemie in Dänemark (offiziell von Juli 1952 bis April 1953), bei der etwa 7000 Personen, zumeist Kinder, betroffen waren, zog Professor Tribini mit seiner Tochter in den Weihnachtstagen durch die Krankenhäuser Kopenhagens, um die dort in Behandlung Befindlichen zu unterhalten.
Zusammen mit Prinz Knut und dessen Söhnen Ingolf und Christian trat Professor Tribini Ende der 1950er Jahre bei mehreren Wohltätigkeitsveranstaltungen auf.

### Schauspielerei
Professor Tribini wirkte von 1946 bis 1971 in elf dänischen Filmen – meist Komödien und Familienfilme – mit, in denen er sich selber, Gaukler oder Personen aus dem Schaustellergewerbe darstellte. Während dieser Produktionen arbeitete er zusammen mit zu dieser Zeit sehr bekannten dänischen Schauspielern wie Buster Larsen (1920–1993), Dirch Passer (1926–1980) und Ove Sprogøe (1919–2004), der später den Bandenchef Egon Olsen in den Olsenbande-Filmen verkörperte.
| Jahr | Originaltitel            | Deutscher Titel  | Regie                               |
| ---- | ------------------------ | ---------------- | ----------------------------------- |
| 1946 | Brevet fra afdøde        | Morphium         | Johan Jacobsen                      |
| 1951 | Bag de røde porte        | Nicht erschienen | Asbjørn Andersen und Jens Henriksen |
| 1956 | Den store gavtyv         | Nicht erschienen | Johan Jacobsen                      |
| 1957 | Tag til marked i Fjordby | Nicht erschienen | Poul Bang                           |
| 1958 | Krudt og klunker         | Nicht erschienen | Annelise Hovmand                    |
| 1961 | Gøngehøvdingen           | Nicht erschienen | Annelise Hovmand                    |
| 1963 | Dronningens vagtmester   | Nicht erschienen | Johan Jacobsen                      |
| 1964 | Majorens oppasser        | Nicht erschienen | Sven Methling                       |
| 1964 | Paradis retur            | Nicht erschienen | Gabriel Axel                        |
| 1968 | I den grønne skov        | Nicht erschienen | Palle Kjærulff-Schmidt              |
| 1971 | Med kærlig hilsen        | Nicht erschienen | Gabriel Axel                        |

Außerdem wirkte er 1968 in der 4. Folge (Afsløringen; dt. Die Enthüllung) der Fernsehserie Hemmelig sommer mit.

## Karriere nach Bakken

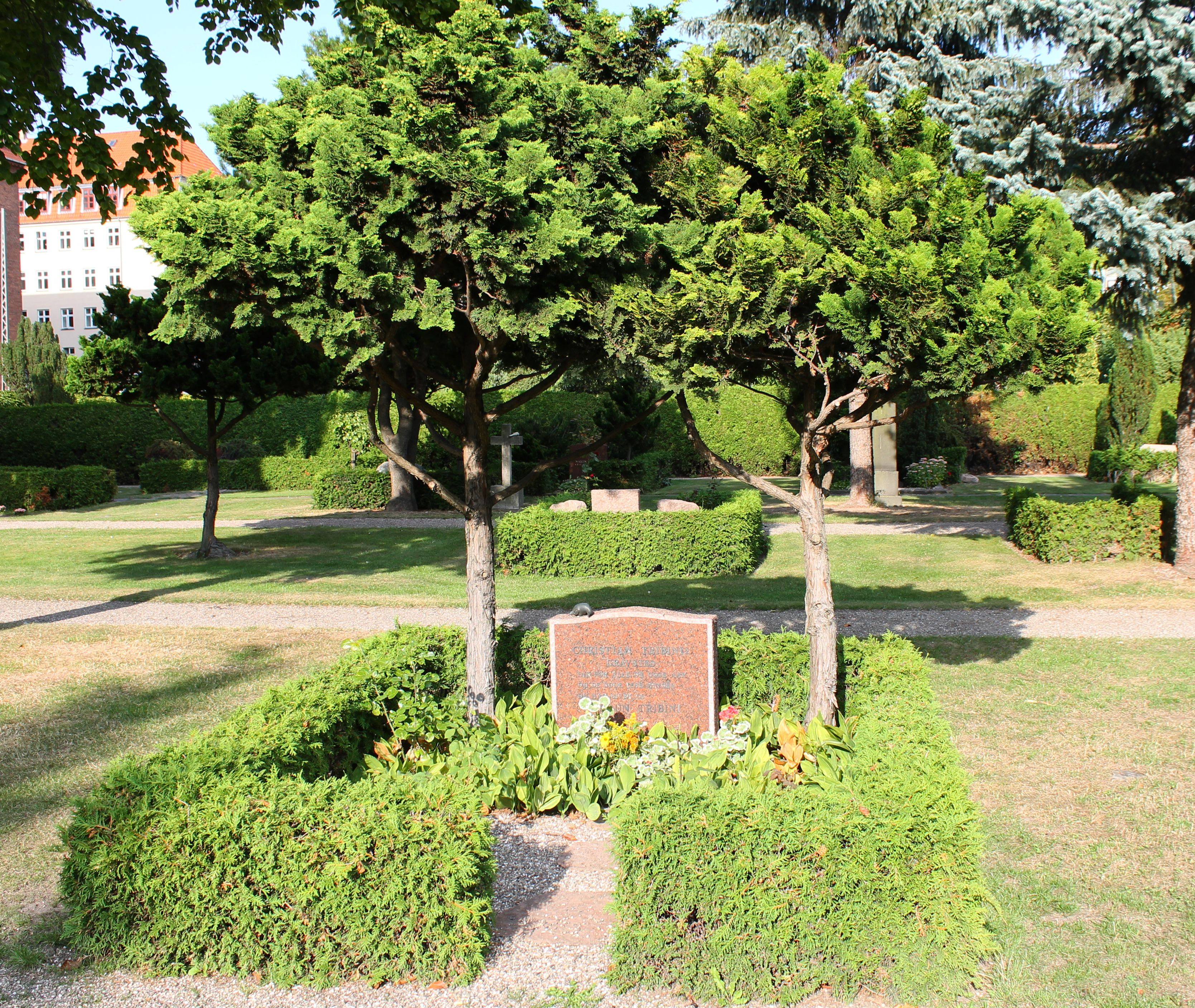
Grabstätte von Christian und Gudrun Tribini

Nachdem er sein Zelt in Bakken aufgegeben hatte, machte Professor Tribini weiter landesweit Auftritte als Entertainer bei Veranstaltungen und mit seiner Juleshow.
Professor Tribini war Diabetiker und seine Frau versorgte ihn entsprechend mit Getränken und kleinen Zwischenmahlzeiten während seiner oft stundenlangen Auftritte. 1973 verstarb er kurz nach Verlassen seines Hauses auf dem Weg zu einem Engagement auf der Insel Bornholm an einem Herzinfarkt. Zusammen mit seiner Frau Gudrun (* 21. Dezember 1910; † 28. Dezember 1988) ruht er auf dem Friedhof Vor Frelsers Kirkegaard der gleichnamigen Kirche auf der Insel Amager, Kopenhagen. Die Inschrift auf dem Grabstein lautet: Tak for alle de gode aar og de gode lyse minder du har givet os. (dt. Danke für all die guten Jahre und die strahlenden Erinnerungen, die Du uns gegeben hast.)

## Mitgliedschaften in Organisationen und Clubs
Professor Tribini war über viele Jahre sowohl in der Leitung der 1885 gegründeten Bakkens Teltholderforening (Schausteller-Vereinigung der Zeltbesitzer in Bakken) als auch in der Vereinigung der Danmarks Teltholderforening (Zeltbesitzer Dänemarks) verantwortlich tätig.
Neben seinen beruflichen Verpflichtungen war er Mitglied im The Adventurers' Club of Denmark (Eventyrernes Klub), einer Vereinigung, die nur Männer aufnimmt.

## Ehrungen

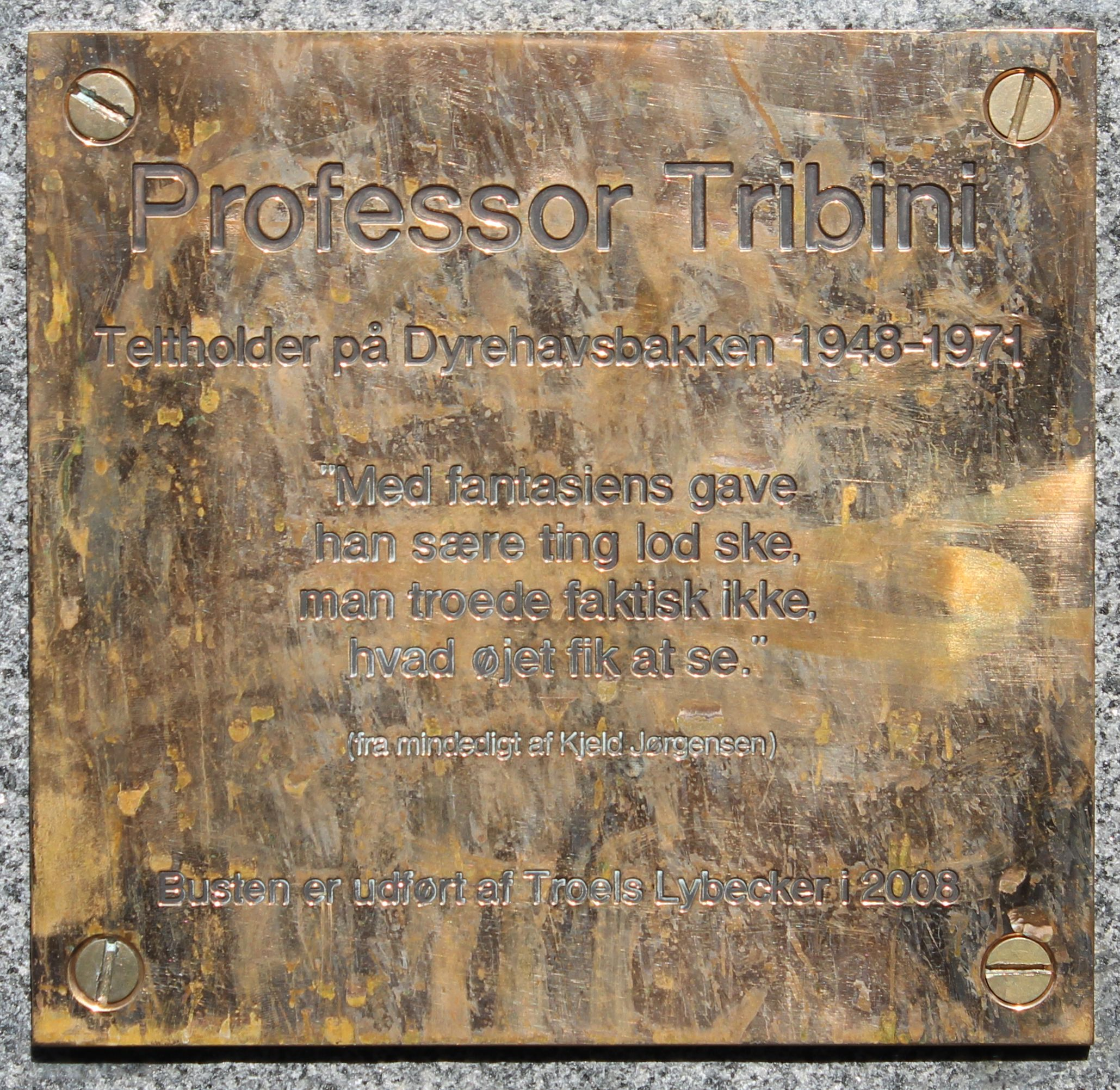
Plakette der Professor-Tribini-Büste

Im Sommer 1965 wurde Professor Tribinis 50. Geburtstag in ganz Bakken gefeiert. Der Maler Ib Eisner und seine Söhne Morton und Jeppe malten parallel drei Gemälde, die Professor Tribini während der „Parade“ auf der Bühne vor seinem Zelt zeigten.
Im Jahr 1970 wurde Professor Tribini als Ehrenmitglied in der Zauberkünstlervereinigung Magisk Cirkel Danmark (Magischer Zirkel in Dänemark) aufgenommen.

### Aufnahme von Tribini-Utensilien durch das dänische Nationalmuseum
Professor Tribini war der letzte Schausteller in Bakken, der sein Varieté in einem Zelt betrieb. Dieses Zelt, der Schausteller-Wohnwagen sowie seine Zauberutensilien befinden sich heute im Magazin des dänischen Nationalmuseums in Kopenhagen.

### Tribini-Büste und Tribini-Preis
Am 29. April 2008 wurde eine von dem Maler und Bildhauer Troels Lybecker gestaltete Metallbüste von Professor Tribini im Außenbereich des Vergnügungsparks Dyrehavsbakken aufgestellt und von seiner Tochter Aase Tribini Clausen enthüllt.
Im selben Jahr wurde der Tribini-Preis geschaffen, der jährlich von der Verwaltung des Dyrehavsbakken an dänische Künstler verliehen wird, die in der Tradition der Schausteller stehen. „Voraussetzungen für den Preis: Der Tribini-Preis wird an eine Person verliehen, die gute Laune verbreitet, die in ihrem Schaffen originale Kreativität besitzt, die ein Auge für das Alberne besitzt und einen schrägen Blick auf Dinge haben kann, und die dazu beiträgt, dass die Tradition der Gaukler/Schausteller in heutiger Form weiter lebt.“ Die bisherigen Preisträger sind:
- 2008 Rune Klan – Stand-up-Comedian und Zauberkünstler[23]
- 2009 Anders „Anden“ Matthesen – Stand-up-Comedian, Schauspieler, Sänger/Rapper, Drehbuchautor und Regisseur
- 2010 Daniel Jacob Haugaard – Komiker, Musiker, Sänger, Schauspieler und ehemaliger Politiker
- 2011 Søren Østergaard – Schauspieler, Komiker, Regisseur, Zirkusdirektor und Gaukler
- 2012 Andreas Bo Pedersen – autodidaktischer Schauspieler und Komiker[24]
- 2013 Morten Eisner – Schauspieler[25]

## Zitate
„Hvis De får en god oplevelse, så fortæl det til andre. Hvis de får en dårlig oplevelse, så fortæl det til mig. Jeg løber ikke med sladder. Fuld tilfredshed, eller pengene er spildt!“

„Wenn es Ihnen gefällt, sagen Sie es den anderen. Wenn es ihnen nicht gefällt, sagen Sie es mir. Ich werde den Klatsch nicht weitertragen. Volle Zufriedenheit oder es gibt kein Geld zurück!“

„Den oversavede dame optræder ikke i aften. Hun er lige blevet skilt. Den ene halvdel bor i Roskilde og den anden i Ringsted.“

„Die zersägte Dame tritt heute Abend nicht auf. Sie lebt jetzt in Scheidung; die eine Hälfte in Roskilde, die andere in Ringsted.“